# Joelson
Joelson José Inácio (Ibitinga, 10 luglio 1983) è un allenatore di calcio ed ex calciatore brasiliano, di ruolo attaccante, tecnico del Real Calepina.

## Biografia
Il 28 maggio 2012 viene messo agli arresti domiciliari a causa della vicenda Scommessopoli.
L'11 settembre seguente la Commissione disciplinare ritiene congrua la sua richiesta di patteggiamento a 2 anni e 6 mesi di squalifica e diecimila euro di ammenda.
Il 9 febbraio 2015 la procura di Cremona termina le indagini e formula per lui e altri indagati le accuse di associazione a delinquere e frode sportiva.. È fratello di Piá ex calciatore brasiliano.

## Carriera

### Calciatore
Ha sempre giocato nel campionato italiano. È cresciuto calcisticamente nel vivaio dell'Atalanta, dove era giunto dal Brasile insieme al fratello Piá, di un anno più grande.
Ha esordito nel calcio professionistico con il Pavia, società in cui era giunto in prestito e dove è subito riuscito a conquistare la promozione in Serie C1. Dopo un'altra stagione a Pavia, nel 2004 è passato in Serie B all'AlbinoLeffe, che lo ha acquisito a titolo definitivo dall'Atalanta. Dopo due stagioni, dal gennaio del 2007, per problemi sul rinnovo contrattuale, non è stato più impiegato, anticipando così la separazione dalla società bergamasca, che avviene a fine stagione con il trasferimento del giocatore alla Reggina.
Ha debuttato in Serie A il 26 agosto 2007, in Reggina-Atalanta, giocando da titolare. Ha realizzato il suo primo gol in Serie A l'11 novembre 2007 in Reggina-Genoa (2-0).
Il 21 agosto 2008 la Reggina cede il giocatore in prestito con diritto di riscatto della metà al Pisa, in Serie B (con cui segna il primo gol il 24 ottobre nella trasferta di Empoli e la sua prima tripletta il 6 dicembre ad Ancona). L'annata pisana dell'attaccante sudamericano è stata caratterizzata da alcuni infortuni muscolari.
Nell'agosto 2009, dopo avergli fatto disputare una gara di campionato, la Reggina lo cede in prestito al Grosseto.
Il 31 agosto 2010, nell'ultimo giorno di calciomercato, la Reggina lo cede al Benevento a titolo definitivo. Esordisce con il Benevento il 19 settembre 2010, nella partita Benevento-Siracusa, subentrando al 70' a Clemente.
Il 31 gennaio 2011 passa alla Cremonese.
Dopo esser rimasto senza squadra, il 13 novembre 2011 firma per il Pergocrema, ricongiungendosi così con il fratello. Segna il primo gol in maglia gialloblù il 25 febbraio 2012, realizzando la rete del provvisorio 0-2 nella vittoriosa trasferta di Siracusa. In seguito la squadra fallisce.
Il 26 gennaio 2015, conclusa la squalifica di due anni e mezzo per calcioscommesse, viene ingaggiato dal Lecco, in Serie D. Nelle tre stagioni seguenti gioca nella medesima categoria, rispettivamente con i bergamaschi di Pontisola e Caravaggio e i bresciani del Ciliverghe Mazzano.

### Allenatore

#### Mapello
Il 15 luglio 2021 inizia la carriera da allenatore. Viene infatti annunciato come nuovo allenatore del Mapello, militante in Eccellenza. Il 18 maggio 2022 la società comunica di aver raggiunto l'accordo con il tecnico brasiliano per la stagione 2022-23, salvo tornare sui propri passi ed esonerarlo il 2 dicembre seguente.
Leon
Nelle stagioni 2023-24 e 2024-25 allena la Leon,  squadra lombarda di Eccellenza. 
Real Calepina
Il 24 maggio 2025 viene annunciato ufficialmente come nuovo allenatore del Real Calepina, in Serie D.

## Statistiche

### Presenze e reti nei club
Statistiche aggiornate al 26 gennaio 2015.
| Stagione        | Squadra         | Campionato      | Campionato | Campionato | Coppe nazionali | Coppe nazionali | Coppe nazionali | Coppe continentali | Coppe continentali | Coppe continentali | Altre coppe | Altre coppe | Altre coppe | Totale | Totale |
| Stagione        | Squadra         | Comp            | Pres       | Reti       | Comp            | Pres            | Reti            | Comp               | Pres               | Reti               | Comp        | Pres        | Reti        | Pres   | Reti   |
| --------------- | --------------- | --------------- | ---------- | ---------- | --------------- | --------------- | --------------- | ------------------ | ------------------ | ------------------ | ----------- | ----------- | ----------- | ------ | ------ |
| 2007-2008       | Reggina         | A               | 13         | 1          | CI              | 1               | 0               | -                  | -                  | -                  | -           | -           | -           | 14     | 0      |
| 2008-2009       | Pisa            | B               | 27         | 7          | CI              | 0               | 0               | -                  | -                  | -                  | -           | -           | -           | 27     | 7      |
| ago. 2009       | Reggina         | B               | 1          | 0          | CI              | 1               | 0               | -                  | -                  | -                  | -           | -           | -           | 2      | 0      |
| Totale Reggina  | Totale Reggina  | Totale Reggina  | 14         | 0          |                 | 2               | 0               |                    | -                  | -                  |             | -           | -           | 16     | 0      |
| ago. 2009-2010  | Grosseto        | B               | 26         | 4          | CI              | 1               | 0               | -                  | -                  | -                  | -           | -           | -           | 27     | 4      |
| 2010-gen. 2011  | Benevento       | 1D              | 11         | 0          | CI+CI-LP        | 0+1             | 0               | -                  | -                  | -                  | -           | -           | -           | 12     | 0      |
| gen.-giu. 2011  | Cremonese       | 1D              | 11         | 2          | CI+CI-LP        | -               | -               | -                  | -                  | -                  | -           | -           | -           | 11     | 2      |
| nov. 2011-2012  | Pergocrema      | 1D              | 18         | 1          | CI-LP           | -               | -               | -                  | -                  | -                  | -           | -           | -           | 18     | 1      |
| gen.-giu. 2015  | Lecco           | D               | 19+1       | 3          | CI-D            | -               | -               | -                  | -                  | -                  | -           | -           | -           | 20     | 3      |
| Totale carriera | Totale carriera | Totale carriera | 116+1      | 17         |                 | 4               | 0               |                    | -                  | -                  |             | -           | -           | 131    | 15     |

## Palmarès

### Competizioni giovanili
- Coppa Italia Primavera: 1

Atalanta: 2000-2001

### Competizioni nazionali
- Serie C2: 1

Pavia: 2002-2003